# کنارتخته
کُنارتَخته ، شهری در استان پارس بین شهر کازرون و شهر برازجان استان بوشهر است.
کُنارتخته Konartakhteh مرکز بخش کنارتخته و کمارج و از توابع شهرستان کازرون است.شهر کنارتخته به « تنگ جیز» و برجا ماندهای باستانی روزگار ساسانیان نزدیک است. گویش مردم این بخش گویش لری بوده که باید گفت به دلیل نزدیکی شهر کنارتخته به استان بوشهر و به ویژه شهر برازجان مرکز دشتستان، این گویش امروزه تا حد بسیار زیادی همانند گویش مردم بوشهر شده است. دو رودخانه در دو سمت شمال و جنوب بخش جریان دارد. کنارتخته از دیرباز و حتی در روزگار زند شهرکی آباد بود. در روزگار فرمانفرمایی الله وردی خان و فرزندش سپهبد امام قلی خان در شیراز مرکز استان، با گسترش کاروانسرای صفوی، کنارتخته شهرکی زیبا و گل سر سبد در دشت خشت کازرون بود. می توان گفت از روزگار شاه عباس یکم صفوی ارج و ارزش جایگاه کنارتخته برای ارتقاء به شهر چون بر سر راه کاروان های بازرگانی شیراز به بوشهر  قرار داشت، آشکار شد.

## موقعیت جغرافیایی و ارج و ارزش شهر
این شهر در انتهای جنوب‌غربی استان فارس (پارس)و در پیوند استان فارس با بوشهر قرار گرفته است. کنارتخته که جادهٔ بین‌المللی شیراز - بوشهر از آن می گذرد، در دشت خشت قرار دارد. در این دشت هم اکنون شهری نیز با نام شهر خشت هست که به شهر کنارتخته نزدیک است. فاصلهٔ کنارتخته تا کازرون ۴٥ کیلومتر و شیراز ۱۶۵ کیلومتر و فاصله تا بندر بوشهر ۱۱۰ کیلومتر است.
قرار گرفتن کنارتخته در جادهٔ رفت و آمد به جنوب کشور به ویژه بوشهر در کرانه شاخاب پارس  که از مهم‌ترین جاده‌های ترانزیت کشور است و همچنین دارا بودن سرچشمه های نفتی  و میوهٔ صادراتی خرما و رطب و قصب که به کشورهای غرب و شرق اروپایی و همچنین کشورهای حاشیه شاخاب پارس صادر می‌شود، موجب شده تا کنارتخته امروزی، از شهرهای پُر ارج و ارزش استان پارس شمرده شود.

## محله ها و روستاهای شهر کنارتخته
شهر کنارتخته از توابع کازرون دارای چند محله به نام‌های بنکی، کمانکشی، ترک آباد ضرغامی ،گوریگاه
و محله ترک‌آباد در جاده کنارتخته به خشت است. همچنین روستاهای بسیاری از جمله جعفرجن، بنه سید، محل دین، چرون (چرام)، کمارج، بناف، مشایخ، پیر مهلت و … دارد.
شهر کنارتخته در سال ۱۳۶۹ با پیوند روستای گوریگاه به محله‌های کنارتخته، کمانکشی و بنکی با درجهٔ یک رسماً به عنوان یکی از شهرهای استان فارس نامیده شد.
شهر کنارتخته در ۴۵ کیلومتری شهر بزرگ کازرون با گستره ای برابر با ۶ کیلومتر مربع و جمعیتی بیش از ۱۴٬۵۰۰ نفر مرکز بخش کنارتخته و کمارج در همسایگی دشتستان استان بوشهر است. کنارتخته در ۵۱ درجه و ۲۳ دقیقه طول شرقی و ۲۹ درجه و ۳۱ دقیقه عرض شمالی و ۵۰۵ متر ارتفاع از سطح دریا قرار دارد. این بخش دارای آب و هوایی گرم بوده که در فصل تابستان میانگین دما به ۴۰ درجهٔ سانتی‌گراد می‌رسد. متوسط بارندگی در سال ۴۰۰ میلی‌متر می‌باشد. در فصل بهار  همه‌ساله در روزهای نوروز پذیرای شمار بالایی از هم میهنان مسافر و گردشگر است.

## محصولات و سوغات
محصولات آن خرما، جو و گندم و میوه های تابستانی است و سوغاتی‌های شهر کنارتخته هم شامل خرما، رطب، قصب و خارک یا دمباز کبکاب می‌باشند که البته این محصولات از زیر مجموعه‌های میوه خرما است که انواع خرمای این بخش  بسیار ممتاز و صادراتی است و به کشورهای شاخاب پارس نیز صادر می شود.
اقتصاد این بخش  بر پایه کشاورزی است. بخش کنارتخته و کمارج با داشتن حدود ۹ هزار هکتار زمین های کشاورزی به گونه دیمی و آبی و بیش از ۷۰ هزار هکتار و نزدیک به ۱٬۲۰۰ هکتار باغ نخل، ۲۰ هزار رأس دام سبک و ۱٬۰۰۰ رأس دام سنگین و جایگاه ویژه‌ای در تولید محصولات کشاورزی و دامی و باغی دارد که به وسیله سد انحرافی چرون (چرام) بر روی رودخانهٔ شاپور آبیاری می‌ شود. شوربختانه به دلیل خشکسالی در چند سال گذشته سرچشمه های آب این بخش بسیار کاهش داشته و کشاورزان دچار زیان های بی شمار شده‌اند.

## آب و هوای کنارتخته
دشت خشت کازرون که شهر کنارتخته در آن قرار گرفته بهاری کوتاه و بسیار دل انگیز دارد اما در تابستان از آب و هوای بسیار گرم و اندکی شرجی برخوردار است، پاییز در این بخش ترکیبی از تابستان و زمستان است، فصل زمستان کوتاه اما سرد و خشک می‌باشد.  نوروز در کنارتخته از روزهای نخست اسفند ماه آغاز و تا روزهای نخست سال نو ادامه دارد.

## ساختمان های کهن دیدنی شهر

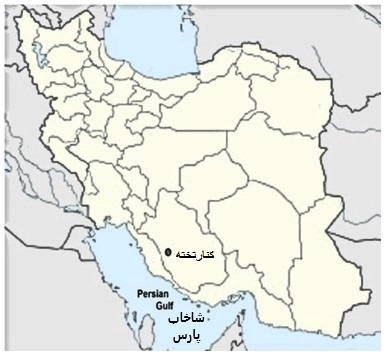
کنارتخته بر روی نقشه کشور

کاروانسرای صفوی: در بازار قدیمی شهر قرار گرفته که برخی بر این باورند پیشینه آن حتی به دورهٔ پیش از صفویان برمی‌گردد. در روزگار دودمان زند به آن رسیدگی شد. در روزگار دودمان قاجار چند سالی آسیب دید. در روزگار پهلوی مرکز ژاندارمری دشت خشت و کمارج شد. در روزگار کنونی میراث فرهنگی آن را بازسازی کرده و یکی از زیباترین و جادارترین کاروانسراهای شاه عباسی کشور است.
آب انبار شماره یک: در کنار حسینیهٔ سیدالشهدا قرار داشت.
آب انبار شمارهٔ دو: در دامنهٔ کوه‌های جنوبی شهر کنارتخته نزدیک به پوزه ی کوه تلویزیون و بر فراز کتل «ملو» قرار دارد.
پست و تلگراف: پیشینه دارترین ادارهٔ دولتی در کنارتخته با پیشینه بیش از ۱۱۲ سال نشان‌دهندهٔ ارج وارزش کُنارتختِه می‌باشد که در روزگار کهن تا به امروز این شهر درنگ گاه مسافران و کاروان های شیراز به بوشهر بوده است.سدیدالسلطنه بندرعباسی در روزگار قاجار از پست و تلگراف کنارتخته یاد کرده است.در کتاب : « کنارتخته و میراث تنگ جیز ساسانیان» گسترده از شهر کنارتخته و ساختمان های کاروانسرای صفوی و آب انبار سر کتل ملو گفتگو شده است.
بازار کنارتخته از دیرباز رونق بسیار خوبی در گستره بازرگانی به این شهر داده است. نه تنها  محصولات کنارتخته بلکه تولیدهای سراسر دشت خشت کازرون در بازار شهر کنارتخته به فروش می‌ رسد.

## پیشینه دانش در کنارتخته
شهروندان کنارتخته به دلیل قرار داشتن شهر بر سر جاده شیراز و بوشهر و رابطه تنگاتنگ با مسافران و بازرگانان شهرهای بزرگ کشور که برای سفر دریایی و بازرگانی به بوشهر می رفتند دارای تمدن بودند و فرهنگ خود ساخته داشته اند.در روزگار مکتب خانه شمار چندی از شهروندان کنارتخته سواد مکتبی داشتند.دبستان فریدون کنارتخته شش کلاسه بود و در سال ۱٣۱۹ بنیان گذاشته شد. ساختمان آن را دولت اجاره کرده بود. دبستان فریدون ۱٤٦ دانش آموز داشت. سید محمد مویدی مدیر دبستان ،سیدمهدی فاطمی ناظم دبستان، عنایت الله هدایت زاده، ابراهیم مهربان،کاظم مزارعی، سیدعبدالرضا دیانت جهرمی آموزگار دبستان بودند.خدمت گزار دبستان عباس هاشمی بود.این دبستان تیم والیبال نیز داشت. 

## ورود بازرگانان و جهانگردان ایرانی و اروپایی به کنارتخته
از آنجا که شهرک پیشین کُنارتخته و در روزگار کنونی شهر کُنارتخته بر سر راه کاروان های بازرگانی از سراسر کشور به ویژه از شیراز به بوشهر قرار دارد کاروان های بی شماری روزانه برای درنگ در کاروانسرای صفوی کنارتخته بار می انداختند. نه تنها سدیدالسلطنه بندرعباسی و حسینی و شمار بالایی از سفرنامه نویسان  درونی بلکه بازرگانان اروپایی از جمله «اوژن فلاندن»، «لوتی پیر» فرانسوی و «سر هارفورد جونز» بازرگان و دیپلمات انگلیسی و شمار بالایی دیگر به کنارتخته آمده و چند روزی را در دشت خشت گذرانده اند. گردنه ها و کوه و کتل های دشوار گذر کتل های دختر و پیرزن، کتل کمارج، رودک و کتل ملو، برای کاروان از جمله انسان و حیوانات بسیار خسته کننده بود. کاروان ها و جهانگردان برای زدودن خستگی بیش از چند روز در کُنارتخته بار می انداختند.

## دگرگونی های معماری در گستره شهرسازی
پس از دگرگونی و برچیده شدن جاده های کهن مالرو، با پیدایش اتومبیل جاده خاکی شیراز به بوشهر ساخته شد. از شیراز تا بوشهر گردنه ها و کتل های هولناکی بر سر راه رانندگان کامیون ها بود.از آنجا بود که  کنارتخته جای درنگ مسافران و کامیون ها شد و بیشتر از گذشته رونق گرفت. از شیراز به کازرون کتل دختر و پیرزن، از کازرون به کنارتخته کتل های تنگ ترکان، کمارج، کتل رودک و پس از کنارتخته کتل ملو از کتل های دشوار گذر بودند. پس از آن جاده ای آسفالت با معماری کارآمد ساخته شد. با ساختن جاده آسفالت، شهر کازرون در پیش از انقلاب به حاشیه رفت. بنابراین جاده شیراز به خوزستان و بوشهر از تنگ بولهیات به چنارشاهیجان و از آنجا سه شاخه شد. یکی به خوزستان ، شاخه ای نیز به کازرون و شاخه دیگر به بوشهر رفت. پس از انقلاب جاده شیراز به بوشهر پیشرفت کرد و این بار شاخه ای از دشت ارژن به فامور و از آنجا به کازرون کشیده شد و این شهر دیرپای استان جان تازه گرفت. با این دگرگونی ها و با درست شدن جاده آسفالت پیش از انقلاب، در کنارتخته نیز این جاده از سمت دیگرشهر کنارتخته به بوشهر ادامه یافت. در این راستا بازار و ژاندارمری نیز به کنار جاده نو آسفالت، جا به جا شدند . از آنجا بود که جاده آسفالت شیراز به بوشهر در پیش از انقلاب دگرگونی ژرفی در ساختار شهر کنارتخته به وجود آورد. محله ترک آباد نوین ترین محله شهر کنارتخته هم اکنون با درختان سرسبز و شاداب به ساختار شهر زیبایی داده است.

## خاندان‌های بزرگ شهر کنارتخته
در شهر کنارتخته با گستره کمی که دارد، شاهد خاندان‌های بزرگی هستیم که این خاندان‌ها جمعیت  شهر را تشکیل داده اند.برخی از این خاندان‌ها: خاندان عرفانی،  جلالی،  جوکار، تیموریان،ضرغامی، ابوقداره، پشنگیان، شهبازی، یزدان پناه،زارعی، هژبریان، سلیمانی و سادات کنارتخته (موسوی و سجادیان ) و شمار بیشتر دیگری از شهروندان این شهر می باشند.در محله گوریگاه خاندان های قادری و شریعت از دیرپاترین شهروندان این محله بوده اند.

## سرچشمه ها
کنارتخته و میراث تنگ جیز ساسانیان در دشت خشت کازرون
فارسنامه ناصری
فانوس درون برج بندر
1. ↑  «نتایج سرشماری سال ۱۳۹۵». مرکز آمار ایران.
2. ↑  http://asrkar.ir/2022/02/20/عبدالرزاق-دهقانی-به-عنوان-شهردار-کنار/